# Barrio Ventero
Barrio Ventero är en ort i Mexiko.   Den ligger i kommunen Santo Domingo Ingenio och delstaten Oaxaca, i den sydöstra delen av landet, 600 km sydost om huvudstaden Mexico City. Barrio Ventero ligger 41 meter över havet och antalet invånare är 102.
Terrängen runt Barrio Ventero är platt åt sydost, men åt nordväst är den kuperad. Runt Barrio Ventero är det ganska glesbefolkat, med 38 invånare per kvadratkilometer. Närmaste större samhälle är Unión Hidalgo, 13,9 km sydväst om Barrio Ventero. Omgivningarna runt Barrio Ventero är en mosaik av jordbruksmark och naturlig växtlighet.